# 福定町
福定町（ふくさだちょう）は鳥取県境港市にある町。

## 地理
弓浜半島の北部に位置し、東は美保湾に面する。

## 歴史
尼子経久の末裔とされる又右ェ門秀久がこの地に来住し開拓に従事する。秀久は尼子の姓が発覚するのを恐れてやがて“佐近”と名乗り､後また“佐古”と改めた。

### 年表
- 安永9年（1780年） - 曲り松村から福定村と改称[6]
- 安永10年（1781年） - 福定村、塔婆堂再建[6]
- 文久2年（1862年） - 福定村諸事書上帳報告[6]
- 明治22年（1889年） - 福定村を余子村大字福定とする[7]
- 昭和7年（1932年） - 余子駅設置[7]
- 昭和31年（1956年） - 境港市福定町となる[7]
- 昭和40年（1965年） - 福定会館（現･児童館）建設[7]
- 昭和56年（1981年） - 新福定町会館落成[7]

### 庄屋一覧
- 又右衛門…佐古本家元祖　　　1648年
- 太良右ェ門…足立本家　　　　1661年
- 平兵衛…佐々木本家三代　　　1704年
- 太良右ェ門…足立本家　　　　1711年
- 太良右ェ門…足立本家　　　　1716年
- 弥右ェ門…足立分家　　　　　1751年
- 権右ェ門…佐古本家七代　　　1764年
- 源兵衛…佐々木本家　　　　　1781年
- 清左ェ門…足立家　　　　　　1789年
- 弥三良…足立分家　　　　　　1804年
- 惣吉…佐々木分家　　　　　　1830年
- 仁兵衛…安倍分家　　　　　　1848年
- 史兵衛…佐近本家七代　　　　1854年

### 苗字(株)
幕末期の庄屋佐近史兵衛忠仁は、天保14年（1843年）に『福定村中惣系図略記』というものを書き残している。それによれば、福定村の住民はおよそ5つの株から分かれて分家をつくっているという。佐古株、足立株、川田株、竹安株、安倍株、佐々木株等がある。足立家、安倍家はもと中野村出身とされている。
- 佐古株
佐古氏、佐近氏（元祖: 又右ェ門正義）、左山氏、佐名田氏（元祖: 儀右ェ門）、佐島氏（元祖: 庄藏）、佐中氏（元祖: 又兵衛）、佐香氏（元祖: 源左ェ門）、小山氏（元祖: 藤兵衛）、田口氏（元祖: 平八）、田長氏（元祖: 源次郎）、長衛氏（元祖: 安治郎）、宮脇氏（元祖: 安兵衛）、堀田氏（元祖: 喜四郎）、角氏（元祖: 利左ェ門）、松下氏、小室氏
- 足立株
足立氏1（中興祖: 太良右ェ門）、足立氏2（太良右ェ門より分家、元祖: 久右ェ門、往灘氏元祖: 弥三郎、上灘氏元祖: 弥三良、浜田氏元祖: 文右ェ門、大田氏元祖: 甚三郎）松森氏元祖: 清重、米田氏元祖: 吉助
- 川田株
川田氏（元祖: 與右ェ門（安倍与右ェ門二男））
- 竹安株
竹安氏（中興祖: 三郎右ェ門、小灘氏元祖: 伝蔵、洋谷氏元祖: 庄兵衛、松本氏元祖: 周兵衛、橋本氏元祖: 幸吉）
- 安倍株
安倍氏1（中興祖: 五郎右ェ門、大山氏元祖: 権六）、安倍氏2（元祖: 与右ェ門）、安倍氏3（中興祖: 九良兵衛）、安倍氏4（元祖: 新三郎、北野氏元祖: 市良兵衛）
- 佐々木株
佐々木氏（元祖: 九良兵衛）、北山氏（元祖: 惣吉、西山氏元祖: 藤右ェ門）、竹中氏（元祖: 五郎兵衛）、杉森氏（元祖: 九右ェ門、吉灘氏元祖: 九右ェ門）、本宮氏（中興祖: 吉平）
- 生住家（元祖: 嘉平治）
- 杉本家（元祖: 仙宝院）

系譜
- 佐近家（佐古家）

```
尼子経久
 …… 又右ェ門秀久
 
—
 
又五郎秀高
 
—
 
長兵衛
 
—
 
長兵衛
```

- 改正苗字“佐近”　元祖佐古又右ェ門正義は本家の4代目佐古長兵衛の二男

```
又右ェ門正義
 
—
 
平吉正信
 
—
 
弥三八正知
 
—
 
四兵衛正忠
 
—
 
四兵衛忠孝
 
—
 
林兵衛忠義
 
—
 
史兵衛忠仁
 
—
 
廉兵衛忠政
 
—
 
慶基
 
—
 
正慶
 
—
 
滋
```

## 福定児童館（旧福定会館）
昭和37年（1962年）から昭和38年（1963年）にかけての豪雪により、旧福定会館は倒壊という悲運に見舞われ、福定町は討議の場を失ってしまった。昭和39年（1964年）再建の機運が高まり自治会総会で協議がなされ、次の諸氏を委員、相談役に選出し、再建の大事業に着手した。
- 委員 - 安倍由一郎、安倍敬市、足立誠、生住正信、石橋末夫、大田盛、岡崎伊太郎、景山敬、川田俊弘、北山虎栄、北山茂、小灘善造、高砂宗市、田口卓三、洋谷一郎、松本美恵子、宮脇まさ子

- 相談役 - 足立実、佐近正慶、佐々木勝栄

委員会は生住正信委員長、川田俊弘事務局長を選出し一致団結して涙ぐましい努力によって再建の難事業に当った。
昭和40年（1965年）7月25日、竣工。竣工後は大衆討議の場としてその機能を発揮し、現在の福定町会館が市予算で完成後は、福定児童館として新しい児童育成の場となっている。

### 戸口
福定にはいつ頃からひとが住むようになったのか、集落がいつ頃できたのかははっきりしたことはわからないが1565年に亀井氏と杉原氏との戦がこの弓浜北門で戦われ、その戦火で焼けたとされる建造物（大将軍社、祇園社、白雲山高妙寺、塔婆堂など）が福定には多くある。これらにより戦国時代には相当の集落があり、多くの住民が住んでいたろうと推測されている。
- 家数　人数（『福定村諸事書上帳』）は文久2年（1862年）79軒、410人[10]
- 明治24年（1891年）の戸数93、人口448、船13[4]

## 世帯数と人口
2022年（令和4年）7月31日現在の世帯数と人口は以下の通りである。
| 町丁   | 世帯数  | 人口  |
| ------ | ------- | ----- |
| 福定町 | 392世帯 | 872人 |

## 小・中学校の学区
市立小・中学校に通う場合、学区は以下の通りとなる。
| 番地 | 小学校             | 中学校             |
| ---- | ------------------ | ------------------ |
| 全域 | 境港市立余子小学校 | 境港市立第二中学校 |

## 交通

### 鉄道
町内に鉄道駅はない。

### 道路
- 国道431号
- 鳥取県道285号米子空港境港停車場線

## 施設
- 福定神社
- 福定町会館

## 出身人物

### 政治家
- 足立実 - 余子村長、境港町長、境港市長等歴任[12]

### 実業家
- 安倍由一郎 - （資）第弐商会､鳥取県石炭（株）、中国石炭（株）、山陰石炭（株）、各取締役、配災公団広島配炭局境支局長、山陰石炭（株）取締役社長
- 佐近正晴
- 田口千代松（とっとりデジタルコレクション--田口千代松） - 田口家の7代目当主　神奈川県で巡査となったが帰郷して境郵便局に勤務しやがて上道村内の製糸工場の協同組合で作った共同巻替工場｢伯西社｣の社長となる　明治の末年坐繰製紙をはじめた[13]

### 教育者、学者
- 生住正信 - 外江中学校長、美保中学校長、尚徳中学校長[14]
- 佐中廉 - 弓浜高等小学校､余子小学校､境小学校各校長[15]

### 文化人
- 佐近益栄（小説家）

### 医師
- 足立作郎 - 足立実の実弟　医学博士　倉吉市で産婦人科を開業する　名医として名が高かった[16]
- 佐古仙太郎 - 佐古氏の流れを汲む佐香氏の分家で元祖平八郎から6代目に当たる　京都に出て医学を学び明治初年東伯郡橋津で漢方医を開業した　後年米子の車尾に開業し車尾診療所の基をなした[17]

### その他
- 田口章太（記者） - 佐近益栄の導きで報知新聞に入社し編集部次長､横浜支局長等歴任

### ゆかりある人物
- 池波正太郎（作家） - 戦時中、美保航空隊の一兵士として福定町の佐々木虎雄家に隊外分宿していた。任務は海軍801航空隊司令部の電話交換室の室長だった。佐々木虎雄とは親交があり､別れにあたって壺を贈っている。30数年後再びこの地を訪れた池波は佐々木家を訪ねたが、虎雄はすでに亡くなっていた。[18]

## 資料

### 旧家・長兵衛
- 宇多天皇ノ後胤　佐々木源三秀義五男、五郎左ェ門義清ノ裔（子孫）[19]、尼子伊予守経久ノ流ニシテ又右ェ門秀久ト云シガ天文ノ後此ノ地ニ来リ隠居シテ田畑開墾セシ処其ノ姓ノ顕ルヲイミテ佐々木氏ノ子孫ト云ヘル意ニシテ佐近氏ト改ム其ノ子又五郎秀高又改メテ佐古ト号シ専ラ力ヲ農耕ニ励ミ爾来　村長相勤メ七代権右衛門迄相伝ワリ当主長兵衛ニ至テ十代ナリ近世マデ系譜古文書等多ク所蔵仕リ候、いつとなく紛失仕リ候　今有ル所ノ系図ハ秀久ヨリ後ノ事記シテ御座候 佐古文書品々取リ失ヒ候得共　右言伝ニ申候、就中、又五郎ノ男長兵衛、其ノ子長兵衛家続仕同又右ェ門　別家仕リ其流格別多シ同七兵ェ　八郎兵衛等別家仕候　今村中ニ佐古ト申スハ右ノ裔ニ御座候　右ノ通リ取調ベ書上仕リ候処相違無御座候
- 口会見郡福定村　
  - 組頭多郎次　庄屋史兵衛
- 文久弐年戌六月
  - 渡辺彦兵衛殿